# Âşık Veysel
Aşık Veysel, de son vrai nom Veysel Şatıroğlu, né dans le village de Sivrialan (région de Sivas en Turquie) le 25 octobre 1894, mort le 21 mars 1973 dans ce même village, était un poète, chanteur, compositeur et joueur de saz turc. Il est connu par son prénom Veysel précédé du terme d’aşık, équivalent turc du troubadour.

## Biographie
Sa mère qui était partie traire les brebis fut prise de contractions sur un chemin de campagne et mit seule son enfant au monde. À sept ans, il perdit l’usage de son œil gauche à la suite d'une épidémie de variole qui sévissait à Sivas, puis un peu plus tard l’usage de son œil droit à la suite d'une maladresse.
Le petit Veysel prit goût tôt à la poésie populaire que lui faisait apprendre son père et que chantaient les musiciens de passage à la maison. Il se vit bientôt offrir un saz et prit ses premières leçons d’Ali Ağa, un ami de son père. Il s’y consacra et commença à jouer et chanter les poèmes des ozans (poète populaire).
Ses parents le marièrent en 1919 à une fille du nom d’Esma.
Une série de drames frappèrent alors sa vie… Ce fut d’abord la mort de ses parents en 1921 ; puis la mort de son deuxième enfant à l’âge de dix jours. Sa femme quitta le foyer, le laissant bouleversé avec son premier enfant, une petite fille qui mourut à son tour avant d’avoir atteint un an.
Il se remaria alors… De ce second mariage naquirent sept enfants. L’un mourut en bas âge,et les autres lui donnèrent plus tard 18 petits-enfants.
Jusqu’en 1933, Veysel, par timidité ou par modestie, se contenta de chanter la poésie des autres. Ce fut le poète Ahmet Kutsi Tecer qui, ayant fait la rencontre de Veysel, le fit connaître et lui donna la possibilité d’enseigner le saz dans les « instituts de village » nouvellement créés. La première chanson qu’il livre au public, Türkiye'nin ihyası Hazreti Gazi (Gazi, renouveau de la Turquie) est dédiée au « gazi » (maréchal) Mustafa Kemal Atatürk.
Alors qu’il n’avait jusqu’alors presque jamais quitté son village, il commence à voyager dans tout le pays.
En 1952, son jubilé est organisé à İstanbul.
En 1965, une loi spéciale votée par le Parlement turc lui accorde une pension mensuelle pour « services rendus à la langue et à l’unité nationales ».